# Гексафтороиндиат аммония
Гексафтороиндиат аммония — неорганическое соединение, 
соль аммония, индия и плавиковой кислоты 
с формулой (NH4)3[InF6],
бесцветные кристаллы,
не растворяется в воде.

## Физические свойства
Гексафтороиндиат аммония образует бесцветные кристаллы.
Не растворяется в воде.
При 80°С происходит фазовый переход в кубическую фазу.

## Химические свойства
- Разлагается при сильном нагревании:

{\displaystyle {\mathsf {(NH_{4})_{3}[InF_{6}]\ {\xrightarrow {600^{o}C}}\ InN+2NH_{4}F+4HF}}}